# Jared Isaacman
Jared Isaacman (11 de fevereiro de 1983) é um bilionário, empresário e piloto estadunidense. É co-fundador e CEO da Shift4 Payments.

## Vida pessoal
Cresceu em Nova Jérsei, onde realizou o ensino médio em Far Hills. Aos 14 anos de idade, começou a trabalhar realizando serviços técnicos e de reparação em computadores. Aos 16, este trabalho fez com que um cliente ofertasse um emprego de tempo integral, fazendo com que desistisse do ensino médio pelo serviço, obtendo um GED no caminho.
Em 2004, começou a realizar aulas de pilotagem. Em 2009, bateu o recorde mundial de circunavegação do globo. Ele tem qualificação para voar em várias aeronaves militares. Na faixa dos 20 anos de idade, voou em vários shows aéreos, mas aos 30, ele havia já não participava com tanta frequência.
É casado e tem duas filhas.

## Carreira
Em 2005, co-fundou a empresa de processamento de pagamentos United Bank Card, que foi posteriormente rebatizada como Harbortouch, baseada em Pensilvânia. Era o CEO fundador e manteve esse papel, em 2015, quando a empresa havia "sido lucrativa por mais de uma década enquanto processando US$ 11 bilhões por ano de 60 000 vendedores, gerando US$ 300 milhões em lucros." Em 2020, a empresa foi rebatizada como Shift4Payments, com Isaacman feito CEO e a empresa processando US$ 200 bilhões em pagamentos anualmente.
Em 2012, fundou a Draken International, uma empresa da Flórida que treina pilotos para as Forças Armadas dos Estados Unidos. A empresa opera uma das maiores frotas particulares de caças do mundo.
Em 2025 foi nomeado por Donald Trump para liderar a NASA. Posteriormente o Presidente dos EUA decidiu afastá-lo do cargo de  novo diretor da agência espacial norte-americana depois de descobrir que Isaacman tinha doado dinheiro a várias figuras democratas.

## Atividades pessoais

### Carreira acrobática
Na faixa dos 20 anos de idade, se apresentou em shows aéreos com o Black Diamond Jet Team.

### Voo recordista
Em 2008, tentou bater o recorde mundial de circunavegação do globo num jato leve, falhando por pouco, havendo viajado ao redor do globo em 83 horas, pouco mais que o recorde de 82 horas. Essa atividade foi uma tentativa de conseguir doações para a Make-A-Wish Foundation.
Em abril de 2009, bateu o recorde de circunavegação do globo num jato leve, fazendo um tempo de 61 horas, 51 minutos e 15 segundos, cerca de 20 horas mais rápido do que o recorde de 82 horas. Essa atividade foi uma tentativa de conseguir doações para a Make-A-Wish Foundation de Nova Jérsei. Voou um Cessna Citation CJ2 com outros dois tripulantes, evitando paradas na Índia e Japão, onde ele havia se atrasado por duas horas, em 2008.

### Voo espacial
Em fevereiro de 2021, anunciou que viria a ser o comandante da Inspiration4, o primeiro voo espacial tripulado particular onde nenhum dos tripulantes é de uma agência governamental. O voo ocorreu na nave Crew Dragon da SpaceX lançada num Falcon 9 e foi lançado em 16 de setembro de 2021.
Em 14 de fevereiro de 2022, anunciou um novo programa comercial: Polaris. Será composto por três missões: duas no Crew Dragon e uma, no Starship. Comandou a primeira missão, Polaris Dawn, que foi lançada em 10 de setembro de 2024.
Comandou a missão Polaris Dawn, que faz parte de um programa de vôo espacial tripulado chamado programa Polaris. A tripulação consistiu em Jared Isaacman, Kidd (Scott) Poteet, Sarah Gillis e Anna Menon, que atingiram um apogeu recorde de 1 400 quilômetros e mais tarde desceram para um apogeu de 700 quilômetros. A tripulação completou um EVA de várias horas, em 12 de setembro de 2024, com toda a tripulação exposta ao vácuo do espaço, embora Isaacman e Sarah Gillis tenham sido os únicos que saíram da espaçonave. Durante o voo de cinco dias, a tripulação realizou cerca de 40 experimentos científicos diferentes e forneceram mais informações sobre a vida no espaço. A tripulação também realizou a primeira demonstração tripulada da comunicação a laser Starlink no espaço. No dia 5 da missão, a tripulação se preparou para a reentrada e voltaram para casa.